# Tricimba breviventris
Tricimba breviventris är en tvåvingeart som beskrevs av Malloch 1934. Tricimba breviventris ingår i släktet Tricimba och familjen fritflugor. Inga underarter finns listade i Catalogue of Life.